# 5. Gymnasium Panevėžys
5. Gymnasium Panevėžys (litauisch Panevėžio 5-oji gimnazija) ist ein Gymnasium mit fast 100 Mitarbeitern in der litauischen fünftgrößten Stadt Panevėžys.

## Geschichte
1918 wurde die erste Grundschule in Panevėžys gegründet. Ab 1919 wurden Räume im privaten Holzhaus von M. Kusinskienė (Vasario 16-osios Str. Nr. 26) gemietet. Schulleiter war Juozas Balčiūnas und Lehrerin Ona Pabedinskaitė. Es gab zwei Schulklassen. Hier lernten 77 Kinder im Alter von 7 bis 14 Jahren (41 Jungen und 36 Mädchen). Es gab auch Abendkurse für Erwachsene (89 Teilnehmer). Von 1922 bis 1924 baute man eine neue Schule.
1926 wurde sie zur ersten Stadtgrundschule Panevėžys.
1931–1939 lernten 318 Schüler: 260 Litauer, 52 Russen und 6 Karäer. Es gab eine Schüler-Kooperative. Man handelte mit Heften, Stiften, Brötchen.
1954–1955 wurde die Schule zur 5. Mittelschule in Panevėžys. 1972 baute man den Sportsaal und die Kantine; damals lernten sogar 1.200 Schüler. Von 2010 bis 2011 wurde die Schule zum fünften Gymnasium Panevėžys. 2011 gehörte es laut Ermittlung des Magazins Veidas zu den 20 besten litauischen Schulen.
Die Schule nahm als erste in Litauen am Internationalen Jugendprogramm The Duke of Edinburgh's International Award teil. Die Auszeichnungen wurden vom britischen Botschafter David Hunt überreicht.
Zu jährlichen Schulveranstaltungen gehören sog. „100-Tage-Feste“ (hundert Tage bis zu den Abiturprüfungen). 2014 wurde das Gymnasium an diesem Fest zu einer „Kriegsakademie“.

## Direktoren
- 1931: Stanislovas Janauskas
- 1939: Motiejus Lukšys
- 1951: Vanda Pukienė
- 1957: Ona Uzelienė
- 1962: Stefanija Gintautienė
- 1975: Kazimieras Paulauskas
- 1981: Antanas Doniela

## Absolventen
- Arnoldas Pranckevičius (* 1980), EU-Diplomat und litauischer Politiker, Vizeminister